# Foresta vergine di Nachi

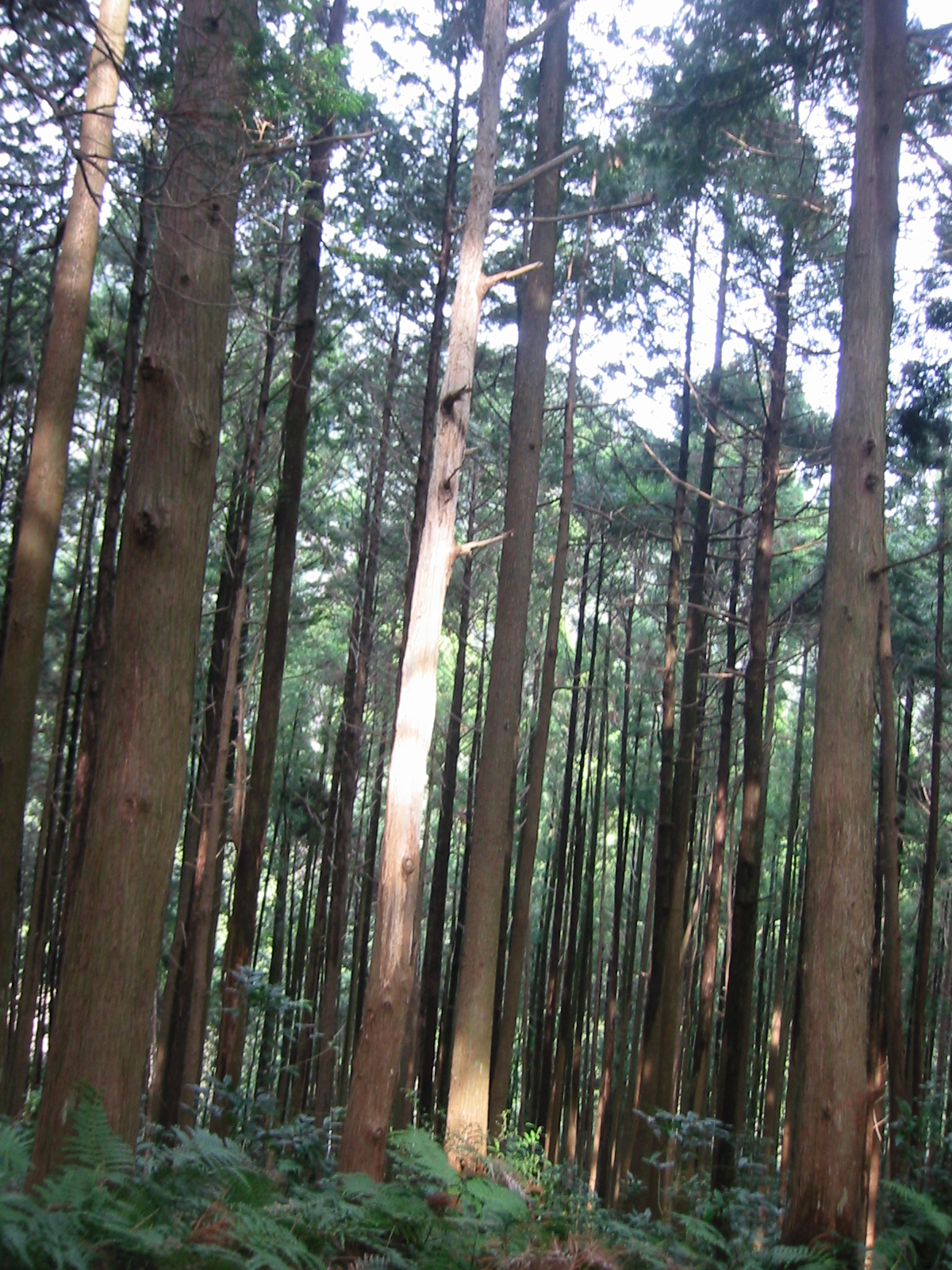
Scorcio di un gruppo di alberi

La Foresta vergine di Nachi (那 智 原始 林?, Nachi Gensirin) è una foresta vergine sui monti Nachi nella zona della città di Načikacuura nella prefettura di Wakayama, in Giappone. Si trova a est della cascata di Nachi. La foresta appartiene al santuario Kumano Nachi Taiša. Il 3 marzo 1928 è stata designata Monumento nnaturale nazionale (iの天然記念物, Kuni no tennenkinenbucu). La superficie forestale è di circa 32,7 ettari.
Nel luglio 2004, la foresta, insieme ad altri monumenti della penisola di Kii, è stata iscritta nella lista del patrimonio dell'umanità dell'UNESCO con il nome di Siti sacri e vie di pellegrinaggio nella catena montuosa di Kii. 